# Mobula thurstoni
Mobula thurstoni  (лат.) — вид хрящевых рыб семейства орляковых скатов отряда хвостоколообразных. Эти скаты обитают в тропических и субтропических водах всех океанов. Встречаются на глубине до 100 м. Максимальная зарегистрированная ширина диска 220 см. Грудные плавники этих скатов срастаются с головой, образуя ромбовидный диск, ширина которого превосходит длину. Рыло массивное, плоское, передний край почти прямой с выемкой посередине. Часть грудных плавников преобразована в парные головные плавники. У основания хвоста расположен спинной плавник, шип на хвосте отсутствует. Окраска дорсальной поверхности диска от тёмно-синего до чёрного цвета. 
Подобно прочим хвостоколообразным Mobula thurstoni размножаются яйцеживорождением. Эмбрионы развиваются в утробе матери, питаясь желтком и гистотрофом. В помёте 1 новорождённый. Рацион состоит из планктона. Эти скаты представляют интерес для коммерческого промысла, используют мясо, хрящи, шкуру и жаберные тычинки.

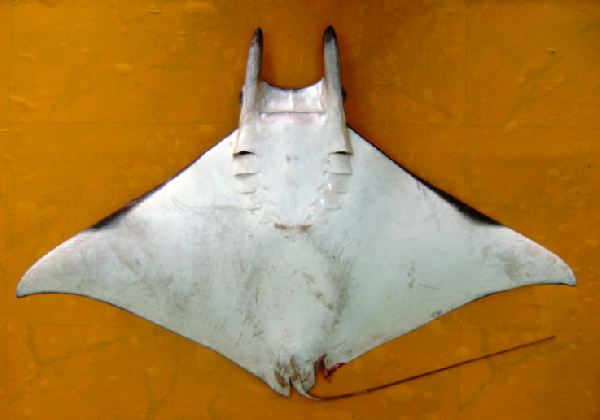
Вентральная сторона

## Таксономия
Впервые новый вид был научно описан в 1908 году как Dicerobatis thurstoni. Вид назван в честь Эдгара Тёрстона (1855-1935), директора правительственного музея в Мадрасе, который предоставил материалы для исследований.  

## Ареал
Mobula thurstoni  обитают в субтропических и тропических водах по всему миру. Их ареал обширен, но фрагментарен. Они распространены у берегов Австралии (Квинсленд), Бразилии, Чили, Коста-Рики, Кот д'Ивуар, Эквадора, Сальвадора, Эритреи, Гватемалы, Гондураса, Индии, Индонезии, Японии, Мексики, Никарагуа, Омана, Филиппин, Сенегала, ЮАР и Таиланда. Встречаются в неритической зоне на глубине до 100 м. 

## Описание[6]
Грудные плавники Mobula thurstoni, основание которых расположено позади глаз, срастаются с головой, образуя ромбовидный плоский диск, ширина которого превышает длину, края плавников имеют форму заострённых («крыльев»). Голова широкая и плоская, с расставленными по бокам глазами. Позади глаз под местом вхождения грудных плавников в туловище расположены крошечные полукруглые брызгальца. Передняя часть грудных плавников преобразована в короткие головные плавники, длина которые менее 16% ширины диска. Передний край грудных плавников имеет двойной изгиб. У основания хвоста находится маленький спинной плавник, верхний кончик которого окрашен в белый цвет. Шип у основания хвоста отсутствует. Жаберные тычинки однотонные. Кнутовидный хвост по длине равен ширине диска, а согласно другим источникам короче диска. На вентральной поверхности диска имеются 5 пар жаберных щелей, рот и ноздри. Максимальная зарегистрированная ширина диска 220 см. Окраска дорсальной поверхности диска ровного тёмно-синего или чёрного цвета. Белая область позади глаз отсутствует. Центральная часть вентральной поверхности белая, грудные плавники окрашены в серо-стальной цвет. Дорсальная поверхность диска покрыта мелкими заострёнными чешуйками.

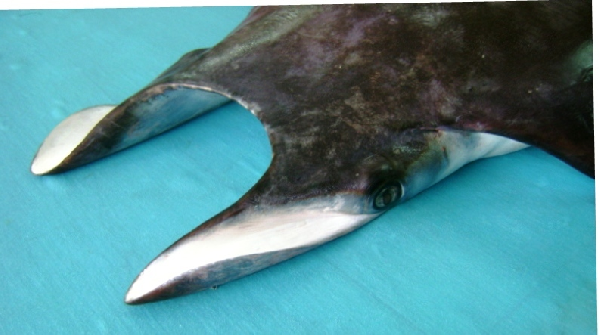
Головные плавники

## Биология
Mobula thurstoni встречаются поодиночке и небольшими группами, не превышающими 6 особей.   
Подобно прочим хвостоколообразным эти скаты относятся к яйцеживородящим рыбам. Эмбрионы развиваются в утробе матери, питаясь желтком и гистотрофом. В помёте один новорождённый с диском шириной 65—85 см. В Мексиканском заливе половая зрелость наступает при ширине диска около 150 см. Спаривание и роды происходят весной на мелководье. Беременность длится примерно 12 месяцев. Наблюдается сезонная сегрегация по размеру и полу, которая прекращается летом. Рацион состоит из планктона, в частности эвфаузиевых Nyctiphanes simplex и мизид. В течение года состав рациона изменяется: с декабря по март в нём преобладают мизиды, а в тёплые летние месяцы — эвфаузиевые. 

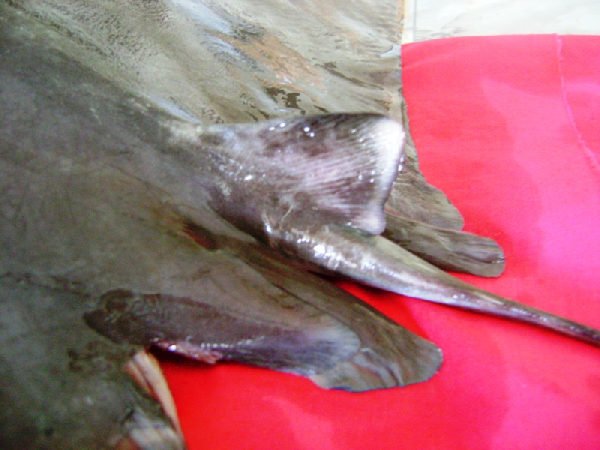
Шип у основания хвоста отсутствует, кончик спинного плавника окрашен в белый цвет

На Mobula thurstoni паразитируют веслоногие рачки Echthrogaleus disciarai, Eudactylina oliveri, Entepherus laminipes и Kroyerina mobulae, цестоды Hemionchos striatus, Mobulocestus lepidoscolex, Mobulocestus mollis и Mobulocestus nephritidis и трематода Nagmia cisloi.

## Взаимодействие с человеком
Mobula thurstoni представляют интерес для коммерческого промысла. Их ловят с помощью жаберных сетей, неводов и ярусов. Они попадаются в качестве прилова. Ценятся жаберные тычинки, мясо употребляют в пищу, используют также хрящи и шкуру. Международный союз охраны природы присвоил этому виду охранный статус «Вымирающие виды».